# Malinie-Kolonia
Malinie-Kolonia – część wsi Malinie w Polsce, położona w województwie lubelskim, w powiecie janowskim, w gminie Chrzanów.
Stanowi północno-wschodnią, peryferyjną część wsi.